# Ceuta
Ceuta (phát âm tiếng Tây Ban Nha: [ˈθeuta]; ngữ tộc Berber: Sebta; tiếng Ả Rập: سبتة, đã Latinh hoá: Sabtah) là một thành phố tự trị rộng 18,5 km2 (7 dặm vuông Anh; 4.571 mẫu Anh) nằm bên bờ biển Bắc Phi, thuộc chủ quyền Tây Ban Nha, cách tỉnh Cádiz bên kia eo biển Gibraltar 14 km (9 mi). Thành phố có đường biên giới dài 6,4 km (4 mi) với tỉnh M'diq-Fnideq của Maroc. Nó nằm ngay nơi Địa Trung Hải-Đại Tây Dương giao nhau và là một trong chín lãnh thổ có người ở của Tây Ban Nha tại châu Phi (một trong hai lãnh thổ trên đất liền Phi châu, cùng Melilla). Thành phố này từng thuộc tỉnh Cádiz cho đến ngày 14 tháng 3, 1995 khi đạo luật tự trị cho cả Ceuta và Melilla (trước thuộc tỉnh Málaga) được thông qua.
Ceuta, như Melilla và quần đảo Canaria, là vùng cảng tự do cho Tây Ban Nha hồi trước khi gia nhập Liên minh châu Âu. Đa phần dân cư theo Thiên Chúa giáo, Hồi giáo với số ít là người Do Thái Sepharad và người Sindh theo Ấn Độ giáo.
Tiếng Tây Ban Nha là ngôn ngữ chính thức, còn tiếng Ả Rập Darija là ngôn ngữ của 40–50% dân cư.